# 董鴻褘

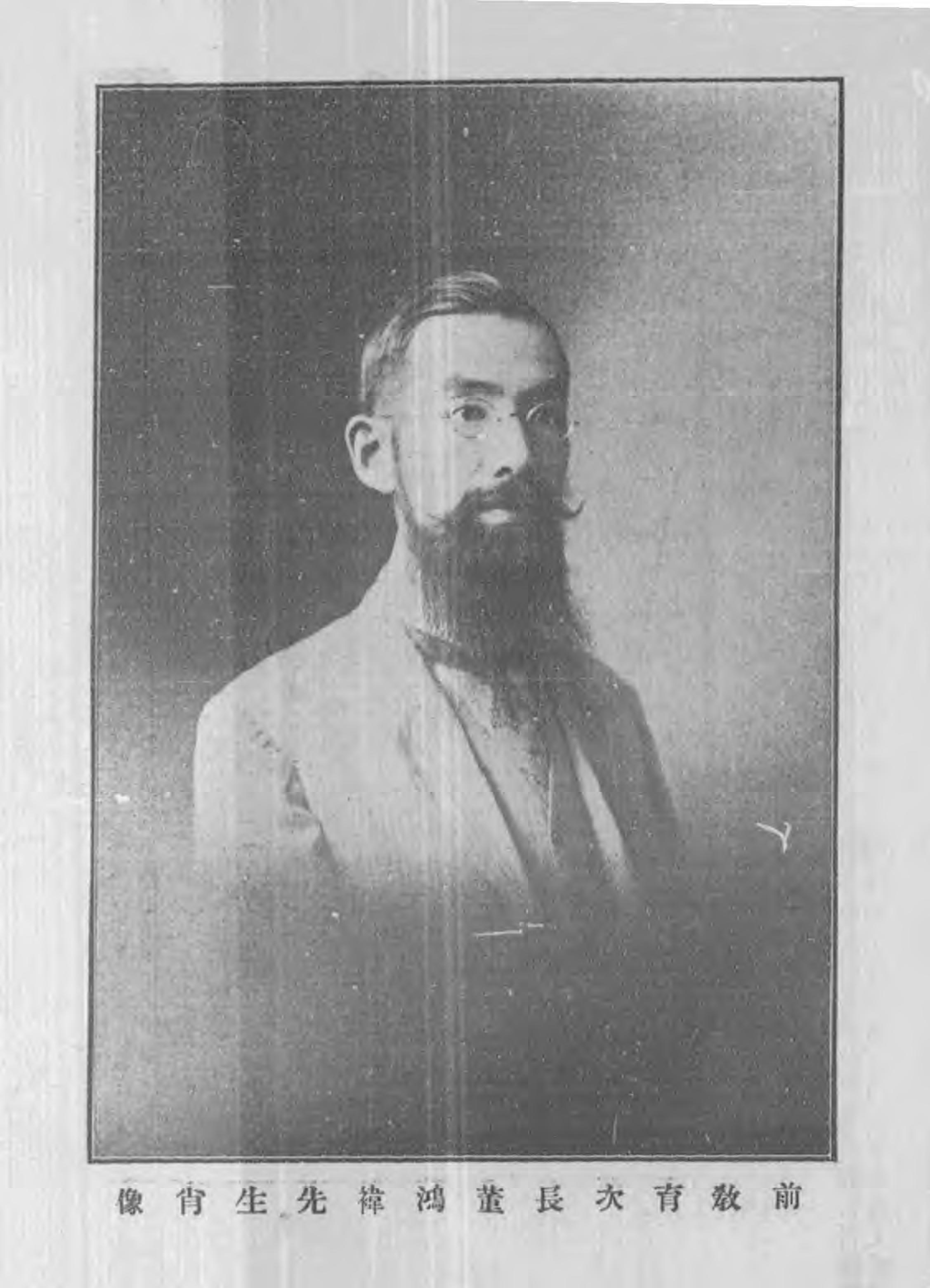
董鴻褘肖像

董鴻褘（1878年—1916年3月），字達甫、恂士。浙江省杭州府仁和县人。清朝及中华民国官员。外交官錢恂二女婿。長子董大酉為大上海計劃主持建築師。

## 生平
他是清朝庚子辛丑併科舉人。此后他任学部候補主事。后来他赴日本留学，在早稻田大学学习政治经济学。毕業後，他同蔡元培成为好友，并加入中国同盟会。
中華民国成立後，他在教育总長蔡元培的手下任教育部秘書長。1912年（民国元年）7月，他升任教育部次長。翌年5月，他在趙秉鈞内閣中代理教育总長。此后历经段祺瑞臨時内閣、熊希龄内阁，任该职务直到9月。1914年（民国3年）5月，他任平政院庭長。
1916年（民国5年）3月，董鴻褘病逝。享年39岁。